# Ratlines
Les ratlines eren rutes de fuga per als nazis i d'altres feixistes que fugien d'Europa al final de la Segona Guerra Mundial. Estaven dirigides principalment cap a refugis segurs a l'Amèrica del Sud, particularment a l'Argentina, Paraguai, Brasil i Xile. Altres destins eres els Estats Units, el Canadà i l'Orient Mitjà. Hi havia dues rutes principals: la primera va ser d'Alemanya a Espanya, per anar a l'Argentina, i la segona d'Alemanya a Roma i a Gènova, per anar a Amèrica del Sud. Eren rutes independents, però van acabar col·laborant.
Una d'aquestes línies de rates, popularitzada per l'obra Dossier Odessa (The Odessa file) de Frederick Forsyth, era administrada per l'organització ODESSA, xarxa d'exmembres de la SS organitzada per Otto Skorzeny. No obstant això, investigacions més recents han demostrat que el rol d'aquesta organització en la fugida de criminals de guerra nazis va ser limitat.

## Primeres ratlines: Espanya
Els orígens de les primeres ratlines tenen a veure amb les relacions entre l'Argentina i el Vaticà, abans i durant la Segona Guerra Mundial. Ja el 1942, monsenyor Luigi Maglione va contactar amb l'Ambaixador Llobet per preguntar-li sobre la "voluntat del Govern de la República Argentina d'aplicar la seva llei d'immigració de forma generosa, per tal de fomentar en el moment oportú que immigrants catòlics europeus poguessin cercar la terra i el capital necessaris al nostre país". Després, el sacerdot alemany Anton Weber, cap de la Societat de Sant Rafael de Roma, va viatjar a Portugal i l'Argentina per establir les bases per a la futura immigració catòlica. Segons l'historiador Michael Phayer, aquest va ser l'innocent origen del que es convertiria en la ratline vaticana.
Espanya, i no Roma, va ser el "primer centre d'activitat de les ratlines que va facilitar la fugida dels nazis feixistes", encara que l'èxode s'havia previst al Vaticà. Charles Lescat, catòlic francès membre d'Action Française (organització suprimida per Pius XI, i rehabilitada per Pius XII), i Pierre Daye, un belga amb contactes en el govern espanyol, en van ser els organitzadors principals. Lescat Daye i van ser els primers a poder fugir d'Europa, amb l'ajut del cardenal francès Eugene Tisserant i el Cardenal argentí Antonio Caggiano.
El 1946, a Espanya hi havia probablement centenars de criminals de guerra, i milers d'antics nazis i feixistes. Segons el Secretari d'Estat dels Estats Units, James F.Byrnes, la cooperació del Vaticà en el lliurament dels sol·licitants d'asil era "insignificant". Segons Phayer, Pius XII "preferia veure els criminals de guerra feixistes en vaixells navegant cap al Nou Món en lloc de veure'ls podrir-se en camps de presoners a Alemanya". A diferència de l'emigració operada pel Vaticà a Itàlia, centrada en la Ciutat del Vaticà, les ratlines d'Espanya, encara que "impulsades pel Vaticà", van ser relativament independents de la jerarquia de l'Oficina d'Emigració del Vaticà.

## Ratlines vaticanes

### El Bisbe Hudal
El bisbe catòlic Alois Hudal era rector del Pontificio Istituto Teutonico Santa Maria dell'Anima a Roma, un seminari per a sacerdots provinents d'Àustria i Alemanya, a més de ser el "Director Espiritual dels Alemanys Residents a Itàlia". Després del final de la guerra a Itàlia, Hudal va esdevenir un actiu defensordels presoners de guerra i internats que parlaven alemany, que estaven escampats per tot Itàlia. El desembre de 1944, la Secretaria d'Estat de la Santa Seu va rebre una autorització per a nomenar un funcionari que "visités als internats civils germanoparlants a Itàlia", treball assignat a Hudal. Hudal va usar aquest lloc per a ajudar a escapar a buscats criminals de guerra nazis, entre els quals es trobaven Franz Stangl, comandant de Treblinka, Gustav Wagner, comandant de Sobibor, Alois Brunner, responsable del Camp de Drancy (prop de París) i oficial a càrrec de les deportacions d'Eslovàquia a camps de concentració alemanys, i Adolf Eichmann, fets comprovats posterioriorment. Alguns d'aquests estaven internats en camps: generalment sense papers d'identitat, pel que era fàcil assignar-los noms falsos. Altres nazis estaven ocults a Itàlia, i l'ajuda que Hudal prestava per a escapar va començar a ser coneguda en aquests cercles. En les seves memòries, Hudal diria de les seves accions:
| « | Agraeixo a Déu que Ell [em permetés] visitar i confortar a moltes víctimes empresonades o detingudes en camps de concentració, ajudant-les a escapar amb papers falsos. | » |
| — | |   |

| « | La guerra dels Aliats contra Alemanya no va ser una Croada, sinó una rivalitat entre complexos econòmics que van lluitar per a aconseguir la victòria. Aquest negoci... va usar lemes com democràcia, raça, llibertat religiosa i cristiandat com ham per a les masses. Per totes aquestes raons després de 1945 em sentia obligat a dedicar tot el meu treball de caritat principalment a antics Nacional-Socialistes i Feixistes, especialment als anomenats "criminals de Guerra. | » |

Segons Mark Aarons i John Loftus, Hudal va ser el primer sacerdot catòlic que es va dedicar a crear rutes de fuga, i que proveïa els fugitius i documentació falsa de l'Organització de Refugiats del Vaticà (Commissione Pontifícia d'Assistenza). Aquests documents del Vaticà no eren exactament passaports, i no eren suficients com per a permetre'ls traslladar-se a altres continents. Eren la primera etapa d'una llarga llista de passos: gràcies als documents del Vaticà, els protegits podien obtenir un passaport personal emès pel Comitè Internacional de la Creu Roja (CICR), que al seu torn podia ser usat per a obtenir un visat. En teoria el CICR havia de realitzar una investigació dels antecedents dels aspirants a obtenir el passaport, però en la pràctica la sola paraula d'un sacerdot o particularment d'un bisbe era més que suficient. D'acord amb informacions recollides per Gitta Sereny d'un alt executiu de la branca romana del CICR, Hudal podia usar la seva posició com a bisbe per a sol·licitar documents del CICR "d'acord amb les seves pròpies especificacions". Les fonts de Sereny també van revelar un intens comerç il·lícit de documents del CICR.
D'acord amb informes d'intel·ligència desclassificats del govern dels Estats Units, Hudal no va ser l'únic sacerdot que va ajudar els nazis a escapar. A l'Informe La Vista, desclassificat el 1984, l'agent del Cos de Contraintel·ligència americà (CIC), Vincent La Vista, va informar com havia aconseguit fàcilment documents falsos del CIRC per a dos suposats refugiats hongaresos gràcies a una carta del sacerdot catòlic Joseph Gallov. Gallov, que era administrador d'una associació de caritat per a refugiats hongaresos del Vaticà, sense realitzar cap pregunta va escriure una carta al seu "contacte personal de la Creu Roja Internacional, que després va obtenir els passaports".

### Ratline de San Girolamo
Segons Aarons i Loftus, les accions d'Hudal eren a petita escala en comparació amb què va venir després. La via de fuga romana més important va ser operada per una petita, però influent, xarxa de sacerdots croats, majoritàriament franciscans, dirigida pel Pare Krunoslav Draganović, ambaixador de Croàcia al Vaticà. Draganović va organitzar una cadena altament sofisticada, amb seu al Pontificio Collegio Croato Di San Girolamo de Roma, amb enllaços des d'Àustria fins al punt d'embarcament final al port de Gènova. Aquest grup inicialment es va centrar a ajudar els membres del moviment feixista Ústaixa de Croàcia, especialment el seu líder Ante Pavelić. Sacerdots actius en aquesta xarxa foren:
- Vilim Cecelja, que havia estat vicari militar adjunt dels ústaixes, a Àustria, on molts nazis i ústaixes van romandre en la clandestinitat.
- Dragutin Kambos, a San Girolamo.
- Dominic Mandic, un representant oficial del Vaticà a San Girolamo, tresorer de l'orde franciscà, que va utilitzar la seva posició per posar a la premsa franciscana a disposició de la ratline.
- Karlo Petranović, a Gènova.

El seu modus operandi s'iniciava quan Cecelja es posava en contacte amb els fugitius que s'amagaven a Àustria, per ajudar-los a travessar la frontera amb Itàlia; Kambos, Mandic i Draganović cercaven allotjament, sovint al mateix monestir, mentre es preparava la documentació, i finalment Draganović comunicava Petranović el nombre de llits necessàries en els vaixells que marxaven de Gènova cap a Amèrica del Sud.

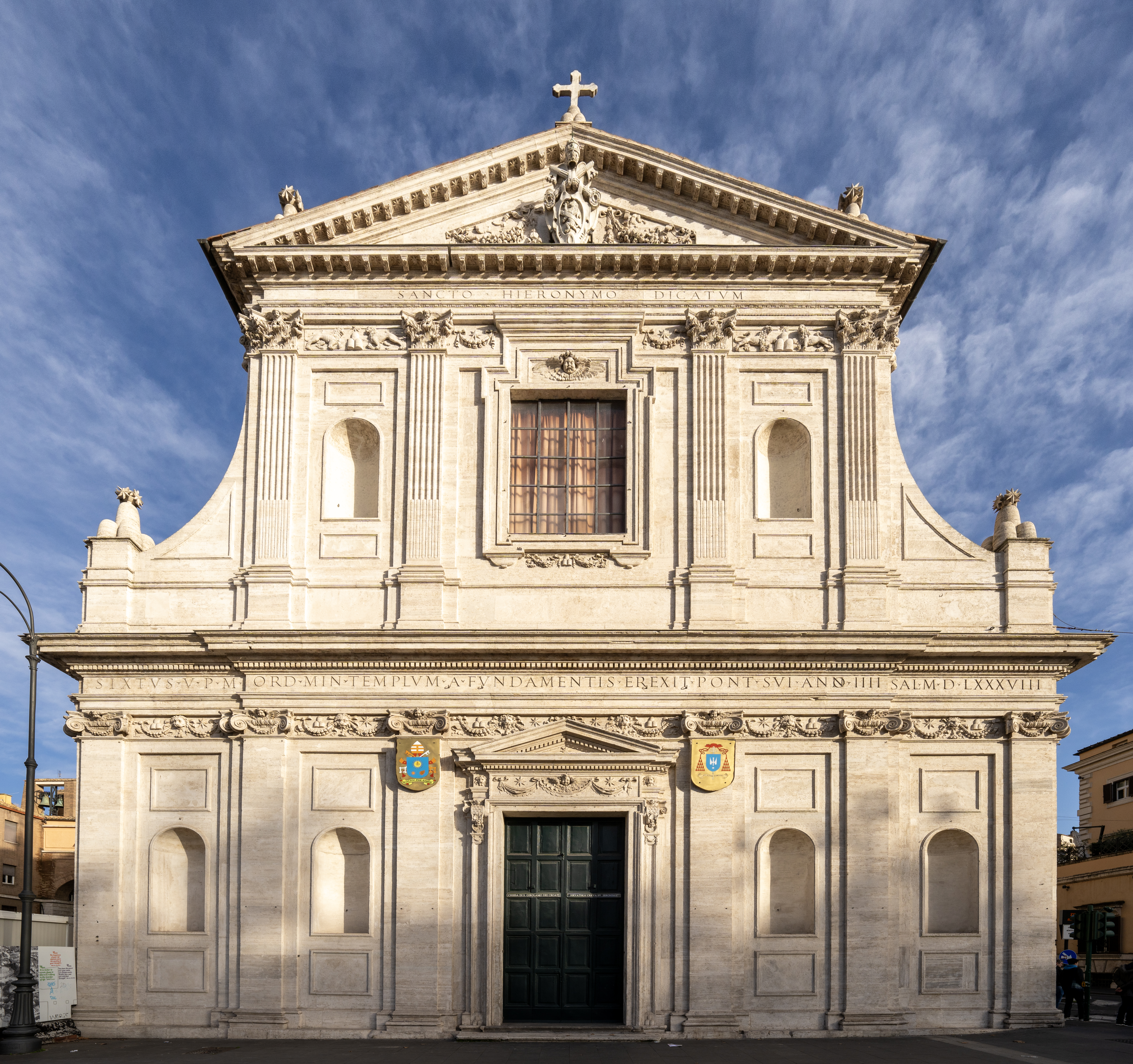
Església de Sant Jeroni dels croats

El funcionament de la xarxa de Draganović era un secret a veus entre la intel·ligència i la comunitat diplomàtica a Roma. Ja a l'agost de 1945, els comandants aliats feien preguntes sobre l'ús de San Girolamo com a "refugi" pels ústaixes. L'ambaixador britànic davant la Santa Seu, Francis Osborne, va demanar Domenico Tardini, un alt funcionari del Vaticà, permís perquè la policia militar britànica pogués actuar en institucions vaticanes situades a Roma, però fora dels limits territorials de la Ciutat del Vaticà, com San Girolamo. Tardini va declinar, i va negar que l'església protegis criminals de guerra.
El febrer de 1947, l'agent especial del CIC Robert Clayton Mudd va informar que deu membres del gabinet ústaixa de Pavelic d'Ustashi vivien a San Girolamo o en el mateix Vaticà. Mudd havia infiltrat un agent dins del monestir, i va confirmar que es tractava d'un "rusc d'abelles amb cèl·lules operatives dels ústaxies" custodiat per "joves armats". Mudd també va informar:
| « | "A més, es va establir que aquests croats feien viatges d'anada i tornada al Vaticà diverses vegades per setmana en un cotxe amb xofer, amb matrícula amb les inicials CD, de Cos Diplomàtic. El vehicle recull els seus passatgers al Vaticà i els descarrega a l'interior del Monestir de San Girolamo. D'acord amb la immunitat diplomàtica, és impossible aturar el cotxe i descobrir qui són els seus passatgers " | » |
| — | |   |

La conclusió del seu informe fou la següent:
| « | "El patrocini de Draganović d'aquests Qusilings croats, el vincula definitivament amb el pla del Vaticà per protegir aquests ex-nacionalistes ústaixes fins al moment en què són capaços d'obtenir la documentació necessària perquè puguin anar a Amèrica del Sud. El Vaticà, sense dubtar que aquests homes són dipositaris d'un fort sentiment anti-comunista, està tractant d'infiltrar-los a Amèrica del Sud per contrarestar el màxim possible la propagació de la doctrina roja. S'ha informat de manera fiable, per exemple, que el Dr.Vrancic ja ha anat Amèrica del Sud, i està previst que el General Kren i Ante Pavelić marxin aviat cap a Amèrica del Sud passant per Espanya. Es diu que totes aquestes operacions han estat negociades per Draganović per la seva influència al Vaticà." | » |
| — | |   |

Robert Graham un jesuita historiador del Vaticà, defensor del paper de Pius XII durant la guerra, reconeixia l'existència de la ratline de Draganović : "No tinc cap dubte que Draganović fou molt actiu en exfiltrar els seus amics ústaixes croats". No obstant això, Graham va insistir que Draganović no va ser oficialment aprovat pels seus superiors: "El fet que fos sacerdot no vol dir que representés el Vaticà. Va ser el seu propi funcionament."

### La connexió argentina
El llibre L'autèntica Odessa: la fuga nazi a l'Argentina de Peron, publicat el 2002 per l'investigador argentí Uki Goñi, constatava documentalment com els diplomàtics argentins i funcionaris d'intel·ligència en època de Perón, seguint instruccions d'aquestm, van encoratjar enèrgicament els criminals de guerra nazis i feixistes a refugiar-se a l'Argentina. Segons Goñi, els argentins no només van col·laborar amb les ratlines existents, sinó que van crear les seces pròpies a través d'Escandinàvia, Suïssa i Bèlgica.
Segons Goñi, el primer pas de l'Argentina en el trasllat dels nazis va ser el gener de 1946, quan el bisbe argentí Antonio Caggiano, bisbe de Rosario i dirigent del capítol argentí de l'Acció Catòlica, va viatjar amb el bisbe Agustin Barrere Caggiano a Roma, on havia de ser ungit cardenal. Paral·lelament, a Roma els bisbes argentins es van reunir amb el cardenal francès Eugène Tisserant, on van transmetre el missatge (registrat en els arxius diplomàtics de l'Argentina) que "el Govern de la República Argentina estava disposat a rebre els francesos, l'actitud política dels quals durant la recent guerra els exposaria, en cas de tornar a França, a mesures extremes i la venjança privada ". Durant la primavera de 1946 una sèrie de criminals de guerra francesos, els feixistes i els funcionaris de Vichy van anar d'Itàlia a l'Argentina de la mateixa manera: es van emetre passaports a l'oficina del CICR a Roma, els quals van ser segellats amb visats de turista argentí. La necessitat de certificats de salut i bitllets de tornada va ser negligida per recomanació de Caggiano. El primer cas documentat d'un criminal de guerra francès arribat a Buenos Aires va ser el d'Emile Dewoitine.
Poc després d'aquests precedents el trasllat i refugi de nazis es va institucionalitzar, segons Goñi, quan el nou govern de Perón de febrer de 1946 va designar l'antropòleg Santiago Peralta com a Comissionat d'Immigració, i Ludwig Freude (antic agent de Ribbentrop) com el seu cap d'intel·ligència. Goñi sosté que ells van crear des dels serveis secrets un "equip de rescat" i "assessors d'immigració', format molts cops per criminals de guerra europeus, amb la ciutadania argentina. El 2003, el president argentí Néstor Kirchner va ordenar desclassificar els documents relatius a de les ratlines argentines. De la totalitat d'expedients, només van aparèixer dos. 26 foren cremats el 1958 i el 1967, i uns altres 21 es donen per desapareguts.

## ODESSA i la Gehlen Org
La confirmació documentada de l'existència de les ratlines italiana i argentina és relativament recent, perquè ha calgut esperar a la desclassificació de documents secrets. Fins al treball d'Aarons i Loftus, i d'Uki Goñi (2002), l'opinió més estesa era que els antics nazis havien organitzat ells mateixos xarxes secretes per fugir. Una coneguda xarxa d'aquest tipus fou ODESSA organització d'antics membres de les SS fundada el 1946, segons Simon Wiesenthal, a la qual pertanyien l'Obersturmbannführer de les SS Otto Skorzeny, el Sturmbannführer Alfred Helmut Naujocks, i a l'Argentina, Rodolfo Freude. Alois Brunner, ex comandant del campament d'internament de Drancy, prop de París, va escapar a Roma, després Síria, gràcies a ODESSA. Brunner és considerat com el crimanal nazi de més alt ràg encara viu (2007). Segons Paul Manning, "més de 10.000 antics militars alemanys van arribar a Amèrica del Sud gràcies a les vies de fuga d'ODESSA i la Deutsche Hilfsverein".
Simon Wiesenthal, que va assessorar Frederick Forsyth en la novel·la (i guió conematogràfic) El Dossier Odessa, també va anomenar d'altres organitzacions d'antics nazis com Die Spinne (L'Aranya) i Sechsgestirn ("Constel·lació de Sis"). Wiesenthal les descriu com cèl·lules amb seu a zones d'Àustria, on molts nazis s'havien retirat i amagat. Wiesenthal va afirmar que la xarxa Odessa havia guiat els fugitius cap a les ratlines de Roma (encara que només esmenta Hudal, no Draganović), o bé cap a una segona via a través de França i l'Espanya franquista.
ODESSA va ser recolzada per l'Organització Gehlen, coneguda com a Gehlen Org, que dona feina a molts antics membres del Partit Nazi (NSDAP), i que dirigida per Reinhard Gehlen va esdevenir el nucli de l'agència d'intel·ligència alemanya BND, creada el 1956, i dirigida també per Gehlen fins al 1968.

## Llista de Fugitius
Alguns dels fugitius que van escapar gràcies a les ratlines van ser:
- Adolf Eichmann
- Franz Stangl
- Gustav Wagner
- Erich Priebke
- Klaus Barbie
- Edward Roschmann
- Aribert Heim
- Andrija Artuković
- Ante Pavelić
- Walter Rauff
- Alois Brunner
- Josef Mengele